# Rosa murielae
Rosa murielae es una especie de planta del género Rosa, de la familia Rosaceae.

## Taxonomía
Rosa murielae fue descrita por Rehder y E. H. Wilson en 1915.

## Distribución
Se encuentra en el territorio centro-sur de China.